# Larsenianthus arunachalensis
Larsenianthus arunachalensis ist eine Pflanzenart aus der Familie der Ingwergewächse (Zingiberaceae). Sie wurde im Jahr 2010 erstbeschrieben und ist im nordöstlichen Indien heimisch.

## Beschreibung

### Vegetative Merkmale
Larsenianthus arunachalensis wächst als immergrüne, ausdauernde krautige Pflanze, die Wuchshöhen von bis zu 1,5 Meter erreichen kann. Die harten, faserigen Rhizome verströmen einen leichten Duft, werden bis zu 1,9 Zentimeter dick und haben ein blassbraun gefärbt Inneres. Larsenianthus arunachalensis bildet keine Knollen aus. Die aufrechten Stängel, belaubten besitzen an ihrer Basis einen Durchmesser von 2,5 bis 3 Zentimeter und zwei Laubblätter.
An der Basis haben die Stängel vier bis sechs rot und grün gefärbte Blattscheiden, welche zur Spitze hin leicht behaart sind. Die bei einer Länge von 9,5 bis 14 Zentimetern und einer Breite von 2,4 bis 2,7 Zentimetern lanzettförmig geformten Blatthäutchen sind auf ihrer Unterseite behaart. Sie trocknen mit der Zeit aus und verfärben sich dann braun. Die Laubblätter sind in Blattstiel und Blattspreite gegliedert. Der grüne und behaarte Blattstiel wird 19,5 bis 31 Zentimeter lang und hat einen u-förmigen Querschnitt. Die einfache Blattspreite ist bei einer Länge von 56 bis 88 Zentimeter und einer Breite von 19 bis 25 Zentimeter elliptisch mit spitz zulaufendem und leicht verdrehtem oberen Ende. Die leicht weiß gefärbten Blattränder sind ganzrandig und gewellt. Die dunkelgrüne Blattoberseite ist kahl. Die matt grüne Blattunterseite ist leicht silbern behaart und weist erhabene Blattadern auf.

### Generative Merkmale
Der Blütenstand wächst aufrecht an der Spitze beblätterter Stängel und kann eine Gesamtlänge von bis zu 90 Zentimetern erreichen. Der obere Teil des Blütenstandsschaftes ist blassgrün, behaart, zwischen 25 und 75 Zentimeter lang und etwa 1,2 Zentimeter dick. Der ährige Blütenstand weist eine Höhe von 14 bis 19 Zentimeter und einen Durchmesser von 3 bis 3,4 Zentimetern auf. Je Blütenstand werden 60 bis 80, dunkelrote, an der Basis weiß gefärbte Tragblätter gebildet, die bei einer Länge von 2,4 bis 2,9 Zentimetern und einer Breite von 2,6 bis 2,8 Zentimetern kugelförmig bis breit-elliptisch, bootsförmig geformt sind. Sie sind lederartig, behaart, ganzrandig und die Spitze ist dicht mit braunen Haaren besetzt. Über jedem Tragblatt stehen zwei bis vier Blüten, wobei sich meist zwei bis acht Blüten des Blütenstandes gleichzeitig öffnen. Die röhrenförmigen Vorblätter sind zwischen 2,8 und 3,3 Zentimeter lang, sind dunkelrot gefärbt und haben eine weiße Basis. Auf einer Seite sind sie rund 1 Zentimeter tief eingeschnitten. Ihre oberes Ende ist spitz oder abgerundet und ist dicht mit kurzen, braunen Haaren besetzt.
Die auffälligen Blüten sind zwittrig und dreizählig. Die drei häutigen, durchscheinenden Kelchblätter sind zu einer Kelchröhre verwachsen, die eine Länge von 1,6 bis 1,7 Zentimeter sowie einen Durchmesser von etwa 0,3 Zentimeter aufweist und im unteren Bereich weiß, ansonsten hellrot ist. Die Kelchröhre ist auf einer Seite 5 bis 6 Millimeter tief eingeschnitten und behaart, wobei die Behaarung zur Spitze hin dichter wird. Es sind drei Kelchlappen vorhanden. Die roten Kronblätter sind zu einer Kronröhre verwachsen, die eine Länge von 3,2 bis 3,3 Zentimeter und am oberen Ende einen Durchmesser von etwa 3,5 Millimeter aufweist. Die drei Kronlappen sind bei einer Länge von 1,5 bis 1,7 Zentimeter verkehrt-lanzettlich. Der obere Kronlappen ist innen leicht flaumig mit einzelligen, verzweigten Trichomen behaart sowie zurückgebogen. Die beiden seitlichen Kronlappen sind unbehaart. Die weißen sowie blassrot getönten, seitlichen Staminodien sind bei einer Länge von etwa 4 Millimeter und einem Durchmesser von etwa 3,5 Millimeter kreisförmigen bis breit-elliptisch und zurückgebogen. Das am spitzen, schnabelartigen oberen Ende orangegelbe und zur Basis hin rote bis cremiggelbe Labellum ist bei einer Länge von 2,5 bis 2,8 Zentimeter und einer Breite von 2,5 bis 3 Millimeter schmal länglich in den unteren zwei Dritteln und im obersten Drittel verkehrt-lanzettlich, insgesamt fast spatelförmig. Die fertilen, wie ein Fischhaken gewölbten Staubblätter besitzen 2,4 bis 2,6 Zentimeter lange Staubfäden, die im unteren Teil rot und im oberen Teil cremig-gelb gefärbt sind. Die cremig gelben, kahlen Staubbeutel sind etwa 3 Millimeter lang und circa 2 Millimeter breit. Drei Fruchtblätter sind zu einem dreikammerigen Fruchtknoten verwachsen, der eine Länge von etwa 3 Millimeter sowie einen Durchmesser von etwa 2,5 Millimeter aufweist und filzig behaart sowie hellrot ist. Es sind zwei weiße, epigyne Drüsen vorhanden, die bei einer Länge von 2,5 bis 3 Millimeter länglich sind. Die weiße Narbe ist bei einem Durchmesser von etwa 0,5 mm knollig mit bewimperten Rändern.
Über die Früchte und die Samen ist den Autoren der Erstbeschreibung nichts bekannt.

## Vorkommen
Larsenianthus arunachalensis ist bisher vom Fundort des Typusexemplares am Lohit, in der Nähe von Lalpani, in dem im Nordosten Indiens gelegenen Bundesstaat Arunachal Pradesh bekannt. Sie gedeiht in Höhenlagen von über 1400 Metern auf sandigen Böden. Man findet Larsenianthus arunachalensis in dichten Beständen von wild vorkommenden Bananen (Musa spec.).

## Taxonomie
Die Erstbeschreibung als Larsenianthus arunachalensis erfolgte 2010 durch Mamiyil Sabu, E. Sanoj und T. Rajesh Kumar in PhytoKeys Nummer 1, Seite 28. Das Artepitheton arunachalensis bezieht sich auf den indischen Bundesstaat Arunachal Pradesh, in welchem das Typusmaterial gefunden wurde.